# Anita de Braganza
Anita de Braganza (Anita Rhinelander Stewartová; 7. srpna 1886, New Jersey – 15. září 1977, Rhode Island) byla americká prominentka a dědička, která se provdala za prince Miguela, vévodu z Viseu, vnuka portugalského krále Michala I. a nejstaršího syna vévody Miguela z Braganzy, který byl v letech 1866 až 1920 miguelistickým nárokovatelem portugalského trůnu.

## Původ a rodina
Anita Rhinelander Stewartová se narodila v Elberonu v New Jersey 7. srpna 1886 jako dcera Annie McKee Armstrongové (1864–1925) a William Rhinelandera Stewarta (1852–1929). Měla jednoho sourozence, Williama Rhinelandera Stewarta, ml. Její otec byl právníkem, který pro svou rodinu spravoval několik svěřeneckých fondů. Její rodiče se v srpnu 1906 rozvedli a matka se provdala za Jamese Henryho Smitha. Smith zemřel v roce 1907 v Japonsku na svatební cestě. Anitina matka se následně 25. dubna 1915 provdala za Jeana de Saint Cyr.
Anitinými prarodiči z otcovy strany byli Lispenard Stewart (1809–1867) a Mary Rogersová (rozená Rhinelanderová) Stewartová (1821–1893). Jejím strýcem byl newyorský státní senátor Lispenard Stewart (1855–1927).

## Kariéra
PO smrti prvního manžela v roce 1923 se Anita přestěhovala do New Yorku. Aby získala své americké občanství, musela se vzdát svého královského titulu. Společnost ji však nadále označovala jejím královským titulem.
Po druhém sňatku pokračovala v provozování fotografického studia na Manhattanu a trávila čas v Malbone, jejich novogotickém statku v Newportu na Rhode Islandu.

## Osobní život
15. září 1909 se třiadvacetiletá Anita v katolickém kostele sv. Lawrence v Dingwallu ve Skotsku provdala za o osm let staršího prince Miguela, vévodu z Viseu (1878–1923). Týden před svatbou, 6. září, jí rakouský císař František Josef I. udělil titul Prinzessin von Braganza (princezna z Braganzy). Její manžel byl nejstarší syn vévody Miguela z Braganzy a jeho manželky Alžběty Thurn-Taxis. Aby Dom Miguel získal souhlas svého otce ke sňatku s Anitou, musel se vzdát veškerých nároků na portugalský trůn ve prospěch svého mladšího bratra Františka Josefa. Z tohoto svazku se narodily tři děti, z nichž všechny používaly titul princ nebo princezna až do roku 1920, kdy se manželství jejich rodičů považovalo za porušení královského práva:
- 1. Isabela Marie "Naděžda" de Braganza (28. 6. 1910 Londýn – 13. 6. 1946 tamtéž), spáchala sebevraždu skokem z okna nemocnice, kde byla hospitalizována kvůli psychickým problémům, I. manž. 1930 Wlodzimierz "Vadim" Dorozynski, rozvod 1932. II. manž. 1942 René Millet[1]
- 2. Jan de Braganza (7. 9. 1912 Nutley – 12. 3. 1991 West Palm Beach), I. manž. 1948 Winifred Dodge Seyburn (12. 6. 1917 Detroit – 1. 11. 2010 Wayne, Pensylvánie), rozvedeni roku 1953, Il. manž. 1971 Katharine Bahnson (28. 3. 1921 Leaksville – 16. 9. 2007 Winston-Salem)[2][3][4]
- 3. Miguel de Braganza (8. 2. 1915 Berlín – 7. 2. 1996 West Palm Beach), manž. 1946 Ann Hughson (16. 9. 1921 Roanoke – 14. 1. 2017 Palm Beach)[5][6]

Princ Miguel zemřel 21. února 1923 ve věku 44 let. Anita se v roce 1946 v New Yorku provdala za o čtyři roky staršího Lewise Gouverneura Morrise (1882–1967).
Anita zemřela 15. září 1977 ve svém domě v Newportu na Rhode Islandu ve věku 91 let.